# ビビアン・マグラス
ビビアン・マグラス（Vivian McGrath, 1916年2月17日 - 1978年4月9日）は、オーストラリア・ニューサウスウェールズ州マジー出身の男子テニス選手。1930年代にオーストラリアを代表する選手の1人として活躍し、1937年の全豪選手権男子シングルス優勝者になった。彼は地元の全豪選手権だけでなく、全仏選手権でも男子ダブルス3年連続準優勝の成績がある。マグラスは「両手打ちバックハンド・ストローク」を世界に紹介した選手としても知られる。フルネームは Vivian Erzerum Bede McGrath （ビビアン・アーゼルム・ビード・マグラス）という。愛称の「ビブ・マグラス」（Viv McGrath）でテニス文献や優勝記録表などに記載されることも多い。右利きの選手。

## 来歴
若い頃から「テニスの天才少年」と呼ばれたマグラスは、1932年に16歳で全豪選手権のジュニア男子シングルスに優勝し、本戦でもベスト8に進出した。この準々決勝で敗れた相手が日本の佐藤次郎であったことから、マグラスは早くから日本人選手たちと深いつながりを持っていた。1933年、マグラスはチーム史上最年少の17歳でデビスカップのオーストラリア代表選手に初選出された。初めての海外遠征で、マグラスは全仏選手権でもジュニア男子シングルスに優勝し、この大会から3年連続で全仏選手権の男子ダブルス決勝に進出した。ここではエイドリアン・クイストとペアを組み、イギリスペアのフレッド・ペリー＆ジョージ・ヒューズ組に敗れて準優勝になる。全仏選手権の終了後、デ杯「ヨーロッパ・ゾーン」準決勝でオーストラリアは日本と対戦し、マグラスはシングルス第2試合で佐藤に勝ったが、第4試合で布井良助に敗れている。 年末の全豪選手権では、マグラスは準々決勝でアメリカの強豪選手エルスワース・バインズを破り、準決勝まで進出した。
1934年のデビスカップでもオーストラリアと日本との対戦が決まったが、エースの佐藤次郎が遠征中にマラッカ海峡で投身自殺したため、日本チームは弱体化した。この対戦では、マグラスはシングルス第1試合で山岸二郎を破っている。 この後、マグラスはデ杯で日本チームとの対戦はなかった。1934年の全仏選手権男子ダブルス決勝では、マグラスはジャック・クロフォードとペアを組み、地元フランスのジャン・ボロトラ＆ジャック・ブルニョン組に敗れた。1935年、マグラスは全仏選手権とウィンブルドンでシングルスのベスト8に入り、2大会連続でドイツのゴットフリート・フォン・クラムに連敗した。最後の全仏選手権男子ダブルス決勝では、パートナーはドン・ターンブルであったが、同じオーストラリアのエイドリアン・クイスト＆ジャック・クロフォード組に敗れ、ここでは3年連続の準優勝に終わった。
マグラスは地元の全豪選手権で、1935年の男子ダブルスと1937年の男子シングルスに優勝する。1935年の男子ダブルスではジャック・クロフォードとペアを組み、イギリスのフレッド・ペリー＆ジョージ・ヒューズ組を 6-4, 8-6, 6-2 で破って優勝した。そしてついに、1937年の全豪選手権でマグラスは男子シングルス初優勝を達成する。1933年から1936年まで、シングルスでは4年連続のベスト4で止まっていたが、初進出の決勝でジョン・ブロムウィッチを 6-3, 1-6, 6-0, 2-6, 6-1 のフルセットで破り、21歳でシングルス初栄冠を獲得した。対戦相手のブロムウィッチも、当時のテニス選手としては変則的なスタイルで、フォアハンド・ストロークとバックハンド・ストロークをともに両手打ちしていた。マグラスは1937年まで、5年間デビスカップ代表選手を務め、全豪選手権には1940年まで出場した。最後の全豪出場では、マグラスは男子ダブルスでクロフォードとペアを組み、決勝でエイドリアン・クイスト＆ジョン・ブロムウィッチ組に敗れて準優勝になる。クイストとブロムウィッチは、1938年からペアとして全豪男子ダブルス連覇記録を始めていた。
しかし第2次世界大戦が勃発すると、マグラスも軍役に就き、1941年11月から「オーストラリア帝国軍」にて輸送の仕事に携わった。戦後、マグラスは1946年5月に退役を認められたが、もう2度とテニスの早熟選手だった頃のフォームを取り戻せなかった。戦後の彼は、手首や足などに関節炎を患い、喘息の発作にも悩まされた。（彼のライバル選手たちでも、エイドリアン・クイストやジョン・ブロムウィッチは戦後テニス界に復帰した。）その後は後進の育成に携わり、オーストラリアの首都キャンベラの日本大使館でコーチを務めたこともある。
マグラスは1978年4月9日、冠状動脈閉塞症のため62歳で死去した。彼の葬儀には、現役時代のライバルだったジャック・クロフォードとエイドリアン・クイストも出席し、棺の付き添い人を務めた。

## 主な成績
- 全豪選手権　男子シングルス：1勝（1937年）／男子ダブルス：1勝（1935年）　［男子ダブルス準優勝2度：1936年・1940年］
- 全仏選手権　男子ダブルス準優勝：1933年-1935年（3年連続）／男子シングルス・ベスト8：1935年
- ウィンブルドン選手権　男子シングルス・ベスト8：1935年・1937年